# 강원특별자치도의회
강원특별자치도의회는 대한민국 강원특별자치도에 제출된 의견이나 법안을 처리하기 위해 설치된 의회이다.

## 조직

### 의장단
- 의장
- 부의장 2명

#### 역대 의장단
| 대수 | 대수   | 이름   | 정당         | 임기                     | 부의장/정당         | 부의장/정당           |
| ---- | ------ | ------ | ------------ | ------------------------ | ------------------- | --------------------- |
| 초대 | 전반기 | 임용준 | 자유당       | 1956년 9월 - 1958년 8월  | 김진백/자유당       | 김진백/자유당         |
| 초대 | 2대    | 이종춘 | 자유당       | 1958년 9월 - 1960년 12월 | 김도준/자유당       | 김도준/자유당         |
| 2대  | 2대    | 허만훈 | 무소속       | 1960년 12월 - 1961년 5월 | 김영일/무소속       | 김영일/무소속         |
| 3대  | 전반기 | 최경식 | 민주자유당   | 1991년 7월 - 1993년 7월  | 정덕중/민주자유당   | 박수복/민주자유당     |
| 3대  | 후반기 | 최경식 | 민주자유당   | 1993년 7월 - 1995년 6월  | 김형재/무소속       | 이종구/민주자유당     |
| 4대  | 전반기 | 윤중국 | 민주자유당   | 1995년 7월 - 1996년 12월 | 송임수/민주자유당   | 박낙진/민주자유당     |
| 4대  | 후반기 | 최상필 | 신한국당     | 1997년 1월 - 1998년 6월  | 정상철/신한국당     | 박수근/무소속         |
| 5대  | 전반기 | 허천   | 한나라당     | 1998년 7월 - 2000년 7월  | 성희직/한나라당     | 이기순/새정치국민회의 |
| 5대  | 후반기 | 허천   | 한나라당     | 2000년 7월 - 2002년 6월  | 이훈/한나라당       | 이상준/새천년민주당   |
| 6대  | 전반기 | 이훈   | 한나라당     | 2002년 7월 - 2004년 2월  | 이기순/무소속       | 원종익/한나라당       |
| 6대  | 전반기 | 심상기 | 한나라당     | 2004년 2월 - 2004년 6월  | 이기순/무소속       | 원종익/한나라당       |
| 6대  | 후반기 | 심상기 | 한나라당     | 2004년 7월 - 2006년 6월  | 김원기/한나라당     | 박융길/한나라당       |
| 7대  | 전반기 | 이기순 | 한나라당     | 2006년 7월 - 2008년 6월  | 최재규/한나라당     | 백선열/한나라당       |
| 7대  | 후반기 | 최재규 | 한나라당     | 2008년 7월 - 2010년 6월  | 김기남/한나라당     | 이준연/한나라당       |
| 8대  | 전반기 | 김기남 | 한나라당     | 2010년 7월 - 2012년 6월  | 고진국/민주당       | 정을권/한나라당       |
| 8대  | 후반기 | 박상수 | 새누리당     | 2012년 7월 - 2014년 6월  | 김시성/새누리당     | 손석암/무소속         |
| 9대  | 전반기 | 김시성 | 새누리당     | 2014년 7월 - 2016년 6월  | 김동일/새누리당     | 권석주/새누리당       |
| 9대  | 후반기 | 김동일 | 새누리당     | 2016년 7월 - 2018년 6월  | 권혁열/새누리당     | 김성근/새누리당       |
| 10대 | 전반기 | 한금석 | 더불어민주당 | 2018년 7월 - 2020년 6월  | 박윤미/더불어민주당 | 함종국/자유한국당     |
| 10대 | 후반기 | 곽도영 | 더불어민주당 | 2020년 6월 - 2022년 6월  | 박효동/더불어민주당 | 신도현/미래통합당     |
| 11대 | 전반기 | 권혁열 | 국민의힘     | 2022년 7월 - 2024년 6월  | 한창수/국민의힘     | 김기홍/국민의힘       |
| 11대 | 후반기 | 김시성 | 국민의힘     | 2024년 7월 -             | 김용복/국민의힘     | 박윤미/더불어민주당   |

### 위원회
상임위원회
- 의회운영위원회
- 기획행정위원회
- 사회문화위원회
- 농림수산위원회
- 경제건설위원회
- 교육위원회

특별위원회
- 예산결산특별위원회
- 윤리특별위원회

### 사무기구
사무처
- 의정관실[2]
- 의사관실[2]
- 홍보담당관실[2]
- 전문위원

## 역대 강원특별자치도의회의원 선거 결과

### 제1대 강원도의회
1956년 8월 13일에 실시된 1956년 대한민국 지방 선거를 통해 25명의 제1대 강원도의원이 선출되었다.
| 정당 | 정당   | 합계 |
| ---- | ------ | ---- |
|      | 자유당 | 23   |
|      | 민주당 | 1    |
|      | 무소속 | 1    |

### 제2대 강원도의회
1960년 12월 12일에 실시된 1960년 대한민국 지방 선거를 통해 28명의 제2대 강원도의원이 선출되었다.
| 정당 | 정당       | 합계 |
| ---- | ---------- | ---- |
|      | 민주당     | 10   |
|      | 신민당     | 1    |
|      | 재향군인회 | 1    |
|      | 무소속     | 16   |

### 제3대 강원도의회
1991년 6월 20일에 실시된 1991년 대한민국 지방 선거를 통해 54명의 제3대 강원도의원이 선출되었다. 
| 정당 | 정당       | 합계 |
| ---- | ---------- | ---- |
|      | 민주자유당 | 34   |
|      | 민주당     | 1    |
|      | 민중당     | 1    |
|      | 무소속     | 18   |

### 제4대 강원도의회
1995년 6월 27일에 실시된 제1회 전국동시지방선거를 통해 58명의 제4대 강원도의원이 선출되었다. 본 선거를 통해 지역구 의원 52명과 비례대표 의원 6명이 선출되었다.
| 정당 | 정당         | 지역구 | 비례대표 | 합계 |
| ---- | ------------ | ------ | -------- | ---- |
|      | 민주자유당   | 27     | 4        | 31   |
|      | 민주당       | 6      | 2        | 8    |
|      | 자유민주연합 | 1      | 0        | 1    |
|      | 무소속       | 18     | -        | 18   |

|  | 39.4% |

|  | 19.9% |

|  | 4.3% |

|  | 36.4% |

### 제5대 강원도의회
1998년 6월 4일에 실시된 제2회 전국동시지방선거를 통해 47명의 제5대 강원도의원이 선출되었다. 본 선거를 통해 지역구 의원 42명과 비례대표 의원 5명이 선출되었다.
| 정당 | 정당           | 지역구 | 비례대표 | 합계 |
| ---- | -------------- | ------ | -------- | ---- |
|      | 한나라당       | 21     | 2        | 23   |
|      | 새정치국민회의 | 12     | 2        | 14   |
|      | 자유민주연합   | 3      | 1        | 4    |
|      | 무소속         | 6      | -        | 6    |

|  | 41.5% |

|  | 33.9% |

|  | 11.7% |

|  | 2.0% |

|  | 10.9% |

### 제6대 강원도의회
2002년 6월 13일에 실시된 제3회 전국동시지방선거를 통해 43명의 제6대 강원도의원이 선출되었다. 본 선거를 통해 지역구 의원 39명과 비례대표 의원 4명이 선출되었다.
| 정당 | 정당         | 지역구 | 비례대표 | 합계 |
| ---- | ------------ | ------ | -------- | ---- |
|      | 한나라당     | 31     | 2        | 33   |
|      | 새천년민주당 | 6      | 1        | 7    |
|      | 민주노동당   | 0      | 1        | 1    |
|      | 무소속       | 2      | -        | 2    |

|  | 60.94% |

|  | 21.70% |

|  | 8.64% |

|  | 6.29% |

|  | 2.40% |

### 제7대 강원도의회
2006년 5월 31일에 실시된 제4회 전국동시지방선거를 통해 40명의 제7대 강원도의원이 선출되었다. 본 선거를 통해 지역구 의원 36명과 비례대표 의원 4명이 선출되었다.
| 정당 | 정당       | 지역구 | 비례대표 | 합계 |
| ---- | ---------- | ------ | -------- | ---- |
|      | 한나라당   | 34     | 2        | 36   |
|      | 열린우리당 | 1      | 1        | 2    |
|      | 민주노동당 | 0      | 1        | 1    |
|      | 무소속     | 1      | -        | 1    |

|  | 62.28% |

|  | 25.01% |

|  | 12.70% |

### 제8대 강원도의회
2010년 6월 2일에 실시된 제5회 전국동시지방선거를 통해 47명의 제8대 강원도의원이 선출되었다. 본 선거를 통해 지역구 의원 38명과 비례대표 의원 4명, 교육의원 5명이 선출되었다.
| 정당 | 정당     | 지역구 | 비례대표 | 합계 |
| ---- | -------- | ------ | -------- | ---- |
|      | 한나라당 | 20     | 2        | 22   |
|      | 민주당   | 12     | 2        | 14   |
|      | 무소속   | 6      | -        | 6    |
|      | 교육의원 | -      | -        | 5    |

|  | 47.48% |

|  | 38.71% |

|  | 6.18% |

|  | 4.30% |

|  | 2.50% |

|  | 0.81% |

### 제9대 강원도의회
2014년 6월 4일에 실시된 제6회 전국동시지방선거를 통해 44명의 제9대 강원도의원이 선출되었다. 본 선거를 통해 지역구 의원 40명과 비례대표 의원 4명이 선출되었다.
| 정당 | 정당           | 지역구 | 비례대표 | 합계 |
| ---- | -------------- | ------ | -------- | ---- |
|      | 새누리당       | 34     | 2        | 36   |
|      | 새정치민주연합 | 4      | 2        | 6    |
|      | 무소속         | 2      | -        | 2    |

|  | 58.48% |

|  | 34.64% |

|  | 2.44% |

|  | 2.22% |

|  | 1.20% |

|  | 0.99% |

### 제10대 강원도의회
2018년 6월 13일에 실시된 제7회 전국동시지방선거를 통해 46명의 제10대 강원도의원이 선출되었다. 본 선거를 통해 지역구 의원 41명과 비례대표 의원 5명이 선출되었다.
| 정당 | 정당         | 지역구 | 비례대표 | 합계 |
| ---- | ------------ | ------ | -------- | ---- |
|      | 더불어민주당 | 32     | 3        | 35   |
|      | 자유한국당   | 9      | 2        | 11   |

|  | 48.88% |

|  | 33.74% |

|  | 6.93% |

|  | 6.58% |

|  | 1.00% |

|  | 0.74% |

|  | 0.61% |

|  | 0.51% |

|  | 0.48% |

|  | 0.48% |

### 제11대 강원도의회
2022년 6월 1일에 실시된 제8회 전국동시지방선거를 통해 49명의 제11대 강원도의원이 선출되었다. 본 선거를 통해 지역구 의원 44명과 비례대표 의원 5명이 선출되었다.
| 정당 | 정당         | 지역구 | 비례대표 | 합계 |
| ---- | ------------ | ------ | -------- | ---- |
|      | 국민의힘     | 40     | 3        | 43   |
|      | 더불어민주당 | 4      | 2        | 6    |

|  | 56.85% |

|  | 38.45% |

|  | 3.49% |

|  | 0.70% |

|  | 0.49% |

## 정당별 의석 수
| ↓            |          |  |
| 6            | 43       |  |
| 더불어민주당 | 국민의힘 |  |

### 교섭단체
강원특별자치도의회는 5석 이상을 확보한 정당, 또는 교섭단체에 속하지 않은 5명의 의원이 교섭단체를 구성할 수 있다.

## 같이 보기
- 강원특별자치도의회의원 목록
- 강원특별자치도청